# VoNR
VoNR或“Voice over New Radio”（也称为Voice over 5G或Vo5G）是一种用于移动电话和数据终端（包括物联网设备和可穿戴设备）的5G高速无线通信标准。VoNR 充分利用5G独立组网核心，可以拥有比其前身VoLTE更好的语音和通话品質。 由于5G固有的较低延迟，呼叫建立时间比VoLTE更快。VoNR移除了LTE锚点，允许语音通话驻留在5G网络上。
VoNR通话通常按与其他通话相同的费率收费。
为了能够拨打VoNR通话，设备、固件、运营商必须都在该区域提供服务，并且能够协同工作。